# Europsko prvenstvo u vaterpolu – Jönköping 1977.
Vaterpolsko EP 1977. četrnaesto je izdanje ovog natjecanja. Održano je u Jönköpingu u Švedskoj od 14. do 21. kolovoza.

## Konačni poredak
| Mj. | Država      |
| --- | ----------- |
| 1.  | Mađarska    |
| 2.  | Jugoslavija |
| 3.  | Italija     |
| 4.  | SSSR        |
| 5.  | Nizozemska  |
| 6.  | Njemačka    |
| 7.  | Rumunjska   |
| 8.  | Španjolska  |

## Sastavi sudionika
- Jugoslavija: Luko Vezilić, Ratko Rudić, Slobodan Trifunović, Siniša Belamarić, Boško Lozica, Milivoj Bebić, Mirsad Galijaš, Vranješ, trener: Tripun-Miro Ćirković, pom. trener: Antun-Toni Petrić

| Pobjednici             |
| ---------------------- |
| Mađarska Deseti naslov |